# Udd

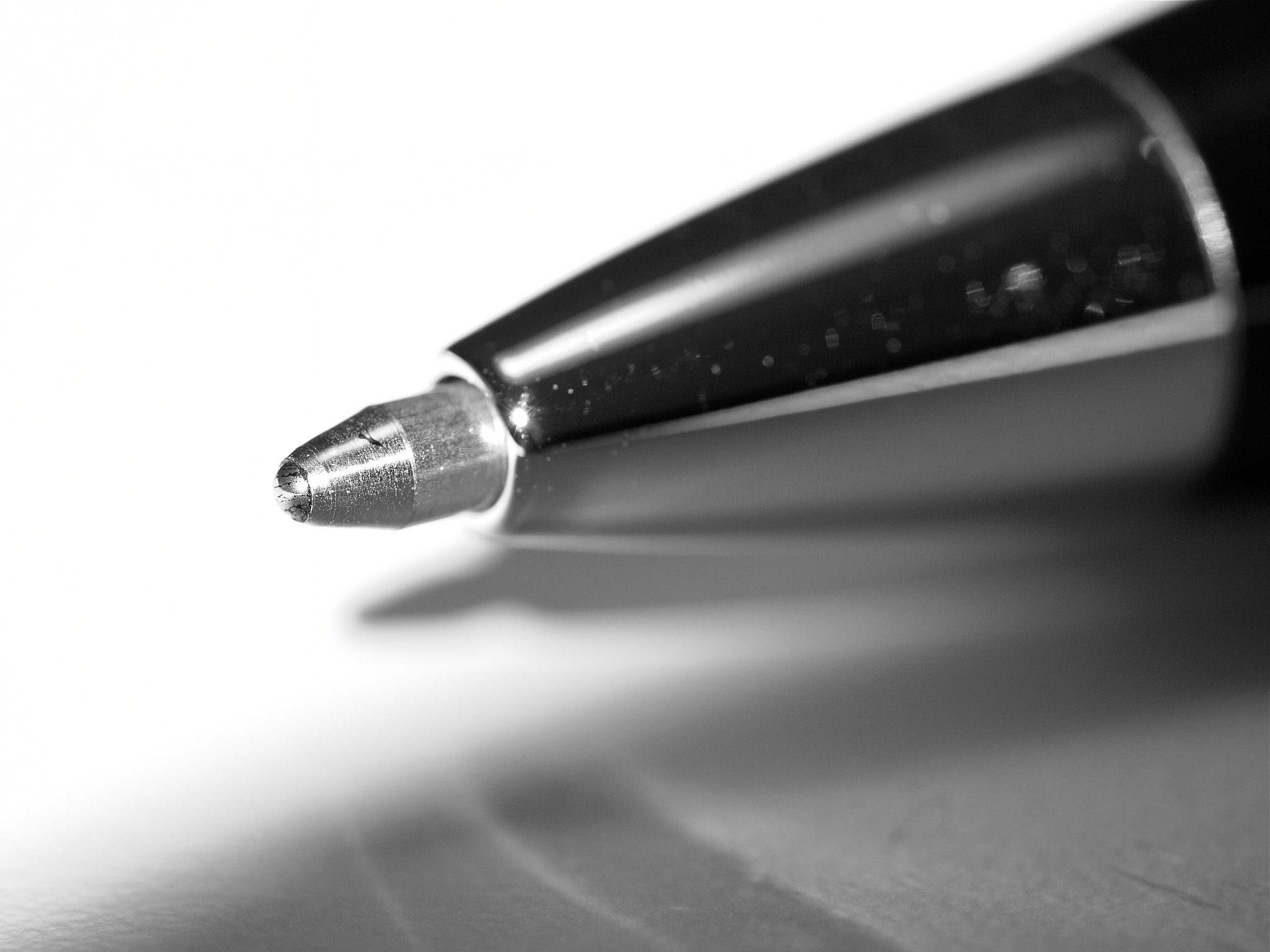
Udden hos en kulspetspenna.

Udd eller spets avser den spetsiga delen hos ett avsiktligt spetsigt objekt, exempelvis verktyg såsom pennor, nålar, knivar, svärd, spjut, spett med mera, samt biologiska ting såsom taggar, törner, piggar och gaddar med mera.

## Etymologi
Udd härrör fornsvenska: udder som i sin tur härrör fornnordiska: oddr.